# Olevano Romano
Olevano Romano is een gemeente in de Italiaanse provincie Rome (regio Latium) en telt 6518 inwoners (31-12-2004). De oppervlakte bedraagt 26,1 km², de bevolkingsdichtheid is 244 inwoners per km².

## Demografie
Olevano Romano telt ongeveer 2568 huishoudens. Het aantal inwoners steeg in de periode 1991-2001 met 5,9% volgens cijfers uit de tienjaarlijkse volkstellingen van ISTAT.
| Jaar | Inwoneraantal |
| ---- | ------------- |
| 1991 | 6000          |
| 2001 | 6354          |

## Geografie
De gemeente ligt op ongeveer 571 m boven zeeniveau.
Olevano Romano grenst aan de volgende gemeenten: Bellegra, Genazzano, Paliano (FR), Roiate, San Vito Romano, Serrone (FR).